# Arthur P. Gorman
Arthur P. Gorman (Woodstock, 1839. március 11. – Washington, 1906. június 4.) az Amerikai Egyesült Államok szenátora (Maryland, 1881–1899 és 1903–1906).